# Josep Maria Fusté
Josep Maria Fusté Blanch (Linyola, 15 april 1941 – Barcelona, 20 april 2023) was een Spaans profvoetballer. Hij speelde als middenvelder bij onder meer FC Barcelona.

## Clubvoetbal
Fusté speelde voordat hij bij FC Barcelona kwam voor CD Condal en CA Osasuna (1961-1962). Van 1962 tot 1972 stond hij onder contract bij FC Barcelona. landstitels won Fusté nooit met Barça. Wel veroverde hij meerdere bekers, te weten de Copa del Generalísimo (1968, 1971) en de Jaarbeursstedenbeker (1966). Zijn laatste club was Hércules CF, waar hij van 1972 tot 1974 speelde.

## Nationaal elftal
Fusté speelde acht wedstrijden in het Spaans nationaal elftal, waarin hij drie doelpunten maakte. Zijn debuut was op 11 maart 1964 tegen Ierland. Op het WK 1966 scoorde hij tegen  West-Duitsland, al verloren ze wel de wedstrijd. Op 25 juni 1969 speelde de middenvelder tegen Finland zijn laatste interland. Fusté behoorde tot de Spaanse selectie voor het EK 1964 in eigen land, dat door Spanje werd gewonnen.
Hij overleed in Barcelona op 20 april 2023 op 82-jarige leeftijd.